# 香港の公園
本項目では、香港の公園について解説する。

## 概要
香港の公園全般については、香港政府「康楽及文化事務署」の管轄である。
香港には大小さまざまな公園があり、九龍公園や香港公園のような、スポーツ施設や博物館や美術館・植物園などを併設した大規模な都市型公園や、街中の公園に見られる、子供向けの小型の公園、「香港海洋公園」や「香港湿地公園」など、特定の要素を持って、目的にかなった施設を併設した特殊な公園の大きく3種類に分けられる。

### 大規模な都市型公園
九龍尖沙咀にある「九龍公園」や香港島の金鐘にある「香港公園」がその代表である。
- 九龍公園 - 屋内外のプールなどの体育施設が併設されている。
- 香港公園 - 茶具文物館などの資料館や、植物園などが併設されている。

### 小型の公園（児童遊園など）
香港には、いたるところに小型の公園が必ずある。
この小型の公園は、世界基準の安全への配慮がされている。まず、遊具はさびなどの劣化による怪我や破損の心配がすくない樹脂製になっている。また、丸みを帯た、カラフルな見た目になっている遊具が多い。さらに特徴的は、必ず遊具で遊んでいるときに子供が誤って転落しそうな場所には、ウレタンマットが敷いてある点である。
また、小型の公園は、大人やお年寄りも利用できるように工夫されている。例を挙げると、足つぼをマッサージするために、手すりがついた小石が敷き詰められた小幅の歩道がつけられていたり、簡単な運動ができる固定施設があったりする。
日本などでは公園の遊具による事故（指の切断事故など）が多発しているが、香港は安全性が比較的高い。

### 特定の要素をもった公園
新界天水囲にある「香港湿地公園」や香港島の南区にある「海洋公園」がその代表例である。
- 香港湿地公園 - 野鳥観察のための施設がある。2007年1月1日より園内は終日禁煙などの環境に配慮した制定が施されている。
- 海洋公園 - 水族館や遊園地がある。
- 落馬洲公園 - この公園から深圳が望める。

### その他
香港には、運動場と称して、夜11時ごろまでライトアップされたバスケットコートや、サッカーコートなどがいたるところにある。おもに政府の団地が多い住宅地区の中に設けられており、無料で、空いていれば誰でも利用することができる。それゆえ、香港では夜になれば、あちこちの公園でバスケットボールやサッカーをする中高生の姿が見られる。